# Пятаков, Михаил Леонидович
Пятаков Михаил Леонидович (20 ноября [2 декабря] 1886, Черкасский уезд, Киевская губерния — 1958, Баку) — российский ихтиолог и гидробиолог, старший брат Г.Л. Пятакова. Занимался исследованиями по промыслу морских беспозвоночных морей Дальнего Востока и проблемами рыборазведения.

## Биография
Михаил Леонидович Пятаков родился 20 ноября 1886 года в м. Городище Черкасского уезда Киевской губернии. Его отец, Леонид Тимофеевич Пятаков, был инженером-технологом, а позже — управляющим Мариинского сахарного завода; мать, Александра Ивановна Пятакова (урожденная Мусатова), была пианисткой, много концертировала.
Обучался в реальном училище в г. Киеве, затем поступил в Петроградский университет на естественное отделение физико-математического факультета. По окончания обучения в университете в 1913 году он был оставлен при кафедре зоологии и сравнительной анатомии для подготовки к преподавательской деятельности. Летом 1915 года работал в должности заведующего на Днепровской биологической станции. Осенью 1916 года сдал магистерские экзамены в Петроградском университете, с осени 1917 года по осень 1919 года работал научным сотрудником Украинской АН в Киеве, и затем, с осени 1920 года по осень 1922 года, — приват-доцент Крымского университета, где читал курс зоологии позвоночных на медицинском факультете и курс сравнительной эмбриологии беспозвоночных для студентов естественнонаучного факультета. Лето 1922 года провёл в должности помощника заведующего Севастопольской биологической станции. С ноября 1923 года по август 1925 года — ассистент кафедры зоологии беспозвоночных в Ленинградском университете.
В августе 1925 года был приглашен Константином Михайловичем Дерюгиным во Владивосток, где ему было поручено руководство гидробиологическими исследованиями на Тихоокеанской Научно-промысловой станции (ТОНС). В 1927—1929 годах проводил гидробиологические работы в лимане реки Анадырь и в Японском море. Совместно с А. Н. Державиным изучал сезонные миграции, нерест и мальковые стадии камчатского краба, проводя исследования по развитию этого вида в аквариумах. Полученные данные положили начало прикладным исследованиям камчатского краба. В 1929 году ТОНС была преобразована в Тихоокеанский научный институт рыбного хозяйства (ТИРХ). В 1930 году занимался обработкой данных по биологии и промыслу симы и нерки, а также изучал запасы креветок в заливе Посьета.
В январе 1930 года в Хабаровске состоялось первое краевое рыбохозяйственное совещание, на котором работа ТИРХа была подвергнута критике. 4 января 1931 года М. Л. Пятаков и А. Н. Державин были арестованы по обвинению во вредительстве — им инкриминировалось злоумышленное преуменьшение прогнозируемого вылова рыбы. Однако 4 марта 1932 года их выпустили из тюрьмы г. Хабаровска с формулировкой «освобождены из-за отсутствия состава преступления». При этом им было запрещено проживать в г. Владивостоке в течение трёх лет.
М. Л. Пятаков в мае 1932 года был приглашён на работу в Москву, в Государственный океанографический институт (позже ВНИРО) на должность научного сотрудника, далее ученого специалиста по питанию рыб и заведованию экспериментальным морским аквариумом. 15 апреля 1935 года М. Л. Пятаков был откомандирован ВНИРО на Азербайджанскую рыбохозяйственную станцию в г. Баку, где в качестве ученого специалиста работал над вопросами выращивания молоди осетровых и лососевых рыб.
10 февраля 1937 года во время процесса над братом Г. Л. Пятаковым Михаил Леонидович был снят с занимаемой должности «за провал работы». Арестован 3 ноября 1939 года и, согласно постановлению ОСО НКВД от 11 января 1940 года, «за контрреволюционную деятельность» был сослан в трудовые лагеря в Коми АССР на 8 лет. По отбытии срока, приказом Главрыбвода от 22 января 1948 года М. Л. Пятаков был направлен на работу в город Аральск, в Аралрыбвод на должность инженера-мелиоратора, откуда, согласно новому приказу Главрыбвода, 16 апреля 1948 года откомандирован на научную станцию ВНИРО, где и работал над вопросами нерестовой биологии в должности младшего научного сотрудника. 5 декабря 1948 года был снова арестован и переведён в город Аральск в пожизненную административную ссылку с правом работать по специальности. 16 апреля 1949 года был принят на работу сторожем на северную перевалочную базу Аралгосрыбтреста.
В 1958 году, когда М. Л. Пятакову было 72 года, ему было разрешено приехать в Баку, где он через пару месяцев скончался от сердечного приступа.
Был женат на сестре А. Н. Державина, который после смерти М. Л. Пятакова взял опеку над вдовой и дочерью Михаила Леонидовича — Пятаковой Галиной Михайловной.
В честь М. Л. Пятакова назван род и вид бокоплавов — Pyatakovestia pyatakovi (Derzhavin, 1937).